# 白狼镇
白狼镇，蒙语“白力嘎”意为“富饶的地方”，是中华人民共和国内蒙古自治区兴安盟阿尔山市下辖的一个建制镇，其前身为1946年成立的白狼林场。

## 行政区划
白狼镇下辖以下地区：
白桦林社区、林俗村和鹿村。